# Robledillo de la Jara
Robledillo de la Jara település Spanyolországban, Madrid tartományban. Robledillo de la Jara Puebla de la Sierra, El Atazar, Cervera de Buitrago, Puentes Viejas és Berzosa del Lozoya községekkel határos. Lakosainak száma 131 fő (2024).

## Népesség
A település népessége az utóbbi években az alábbiak szerint változott:
| Lakosok száma | 93   | 103  | 145  | 136  | 106  | 103  | 87   | 80   | 114  | 131  |
|               | 2001 | 2004 | 2007 | 2009 | 2012 | 2014 | 2017 | 2019 | 2022 | 2024 |